# ان‌جی‌سی ۶۸۱۸
ان‌جی‌سی ۶۸۱۸ (انگلیسی: NGC 6818) یک سحابی سیاره‌ای است که در صورت فلکی کمان قرار دارد. این سحابی در ۱۷۸۷ توسط ویلیام هرشل یافت شد.

## نگارخانه

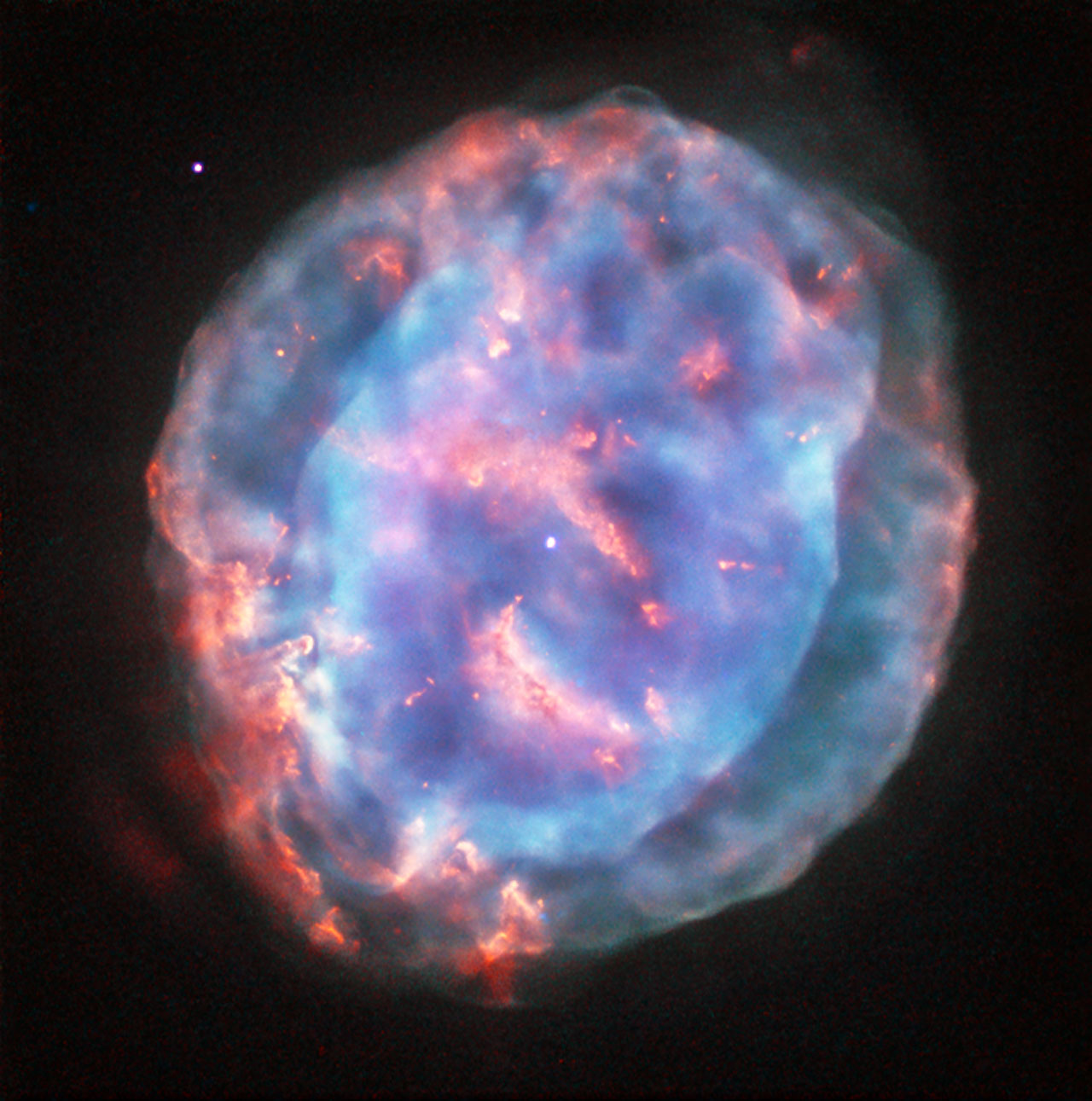
نمایی از سحابی